# ジャック・ギオー
ジャック・ギオー（Jacques Guiaud 、1810年5月17日 - 1876年4月24日）はフランスの画家である。風景画や、ジュール・デディエ(Jules Didier)と共作で1870年のパリ包囲戦中のパリの情景を描いた作品を残した。

## 略歴
フランス南部、サヴォワ県のシャンベリで生まれた。父親は俳優で、父親の公演中のシャンベリで生まれた。風景画家のルイ・エティエンヌ・ワトレや歴史画家のレオン・コニエに学び、「バルビゾン派」の画家、ジュール・デュプレの影響も受けた。
7月王政の時代の1834年にベルサイユ宮殿の装飾画を描く依頼を受け、国王ルイ・フィリップに作品を買い上げられた。1831年からサロン・ド・パリに毎年出展し何度か入選をした。1836年にイタリアを旅するなど国外を何度も旅した。7月王政が倒れる少し前の1847年にニースに住むようになり、ニースでは多くの画家を教えた。スイスやベルギー、デンマークやドーバー海峡沿いのフランスのいろいろな街で作品を描き、コートダジュールを休暇で訪れる国外の富裕な人々に作品は買い上げられた。顧客の一人にはスウェーデン王女ソフィア・ヴィルヘルミナらもいた。
1860年にパリに戻り、フォンテーヌブロー宮殿の改修に伴う装飾画を描く画家の1人に選ばれ、風景を描いた。パリでは「 ル・トゥール・デュ・モンド」や「 Journal des Artistes 」、「イリュストラシオン」といった雑誌、新聞のために版画の仕事や、書籍の挿絵も描いた。1820年から1878年にかけて出版され、テーラー男爵(Isidore Taylor) が執筆・編集し、多くの画家が版画を制作したた大著「Voyages pittoresques et romantiques dans l'ancienne France（古きフランスのピトレスクでロマンティックな旅）」の版画制作者の一人になった。
1871年にパリの画商、画材商のビナン(Alfred Binant:1822-1904)がパリ包囲戦の記録を絵画で残すために13人の画家に、合計36枚の絵画の制作を依頼し、1871年にパリで展示した。この「La suite Binant」 (Scènes de la vie civile et militaire) と呼ばれる作品群にギオーもジュール・デディエ(Jules Didier)と共作で、多くの作品を制作した。パリのカルナヴァレ博物館に一部の作品が残されている.。

## 作品

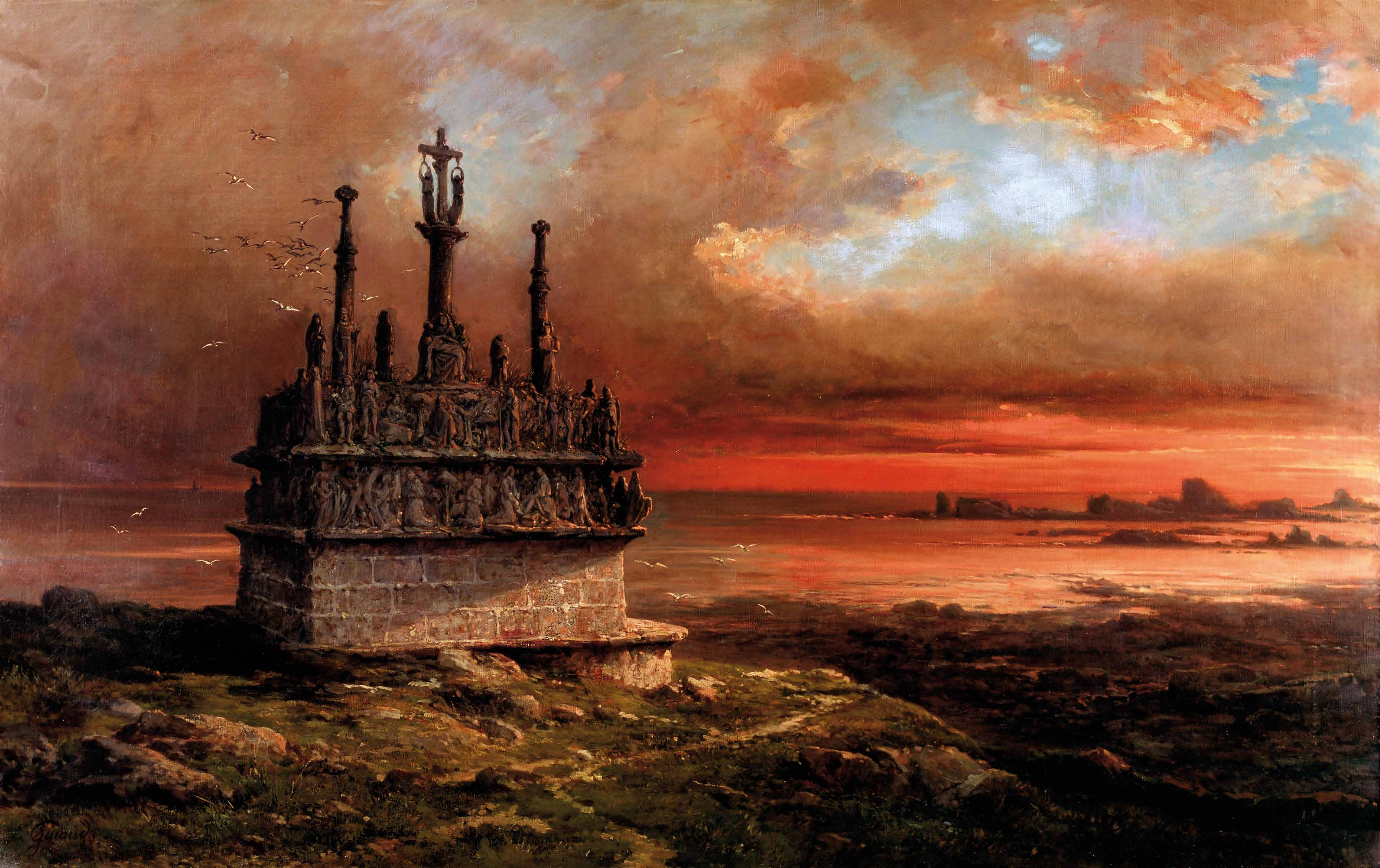
サン＝ジャン＝トロリモンのトロノエン礼拝堂のカルヴェール
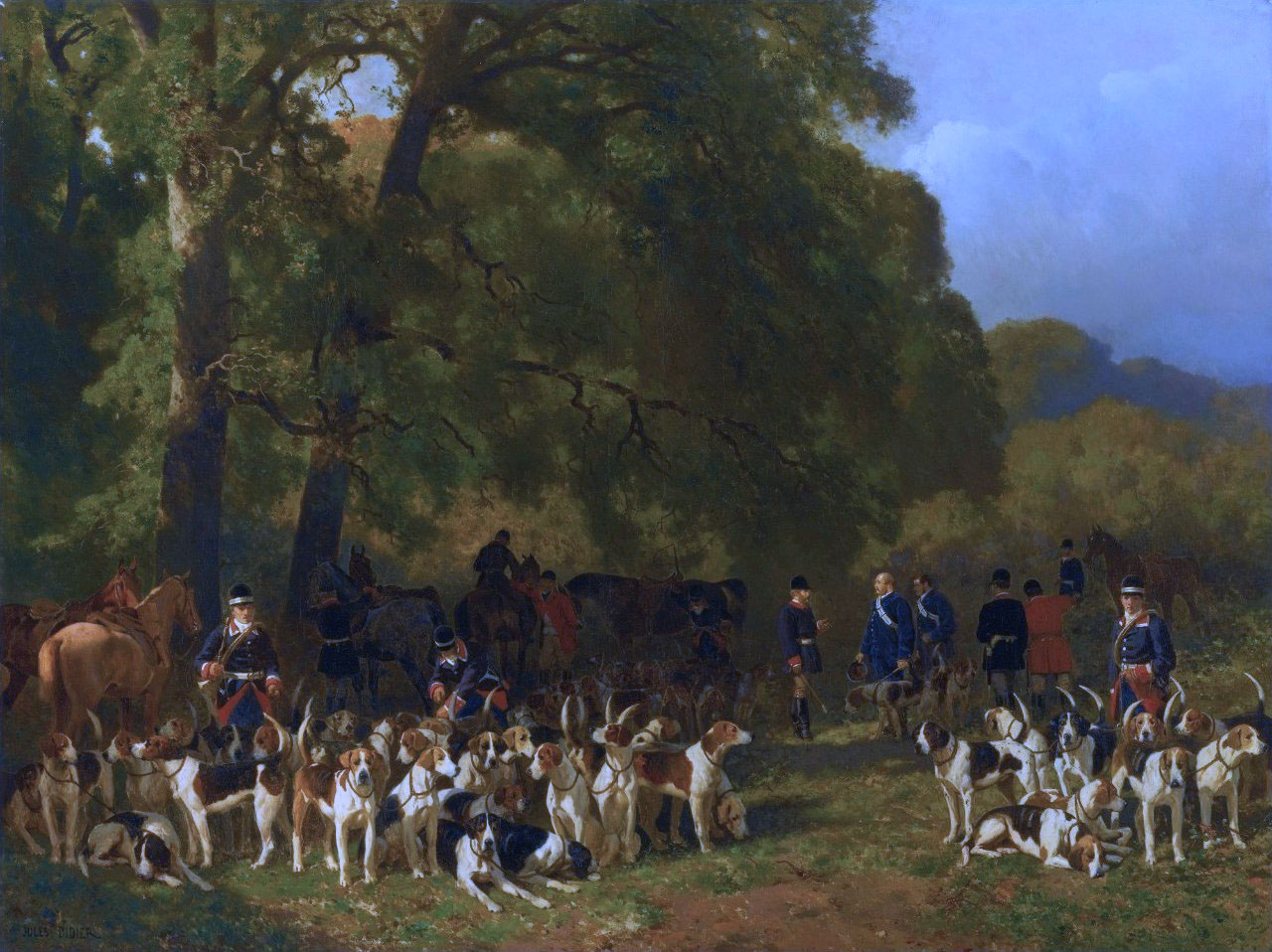
狩猟への出発
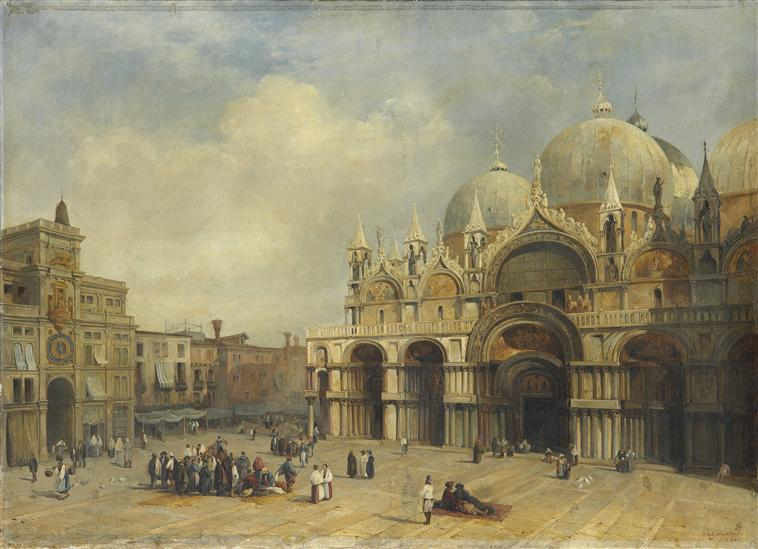
サン・マルコ広場
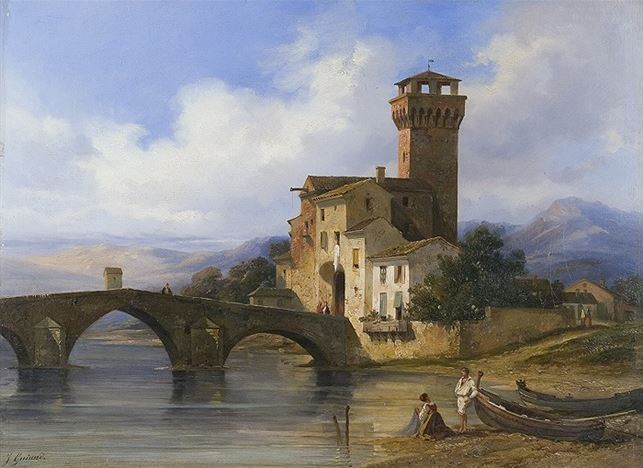
イタリアの橋の風景
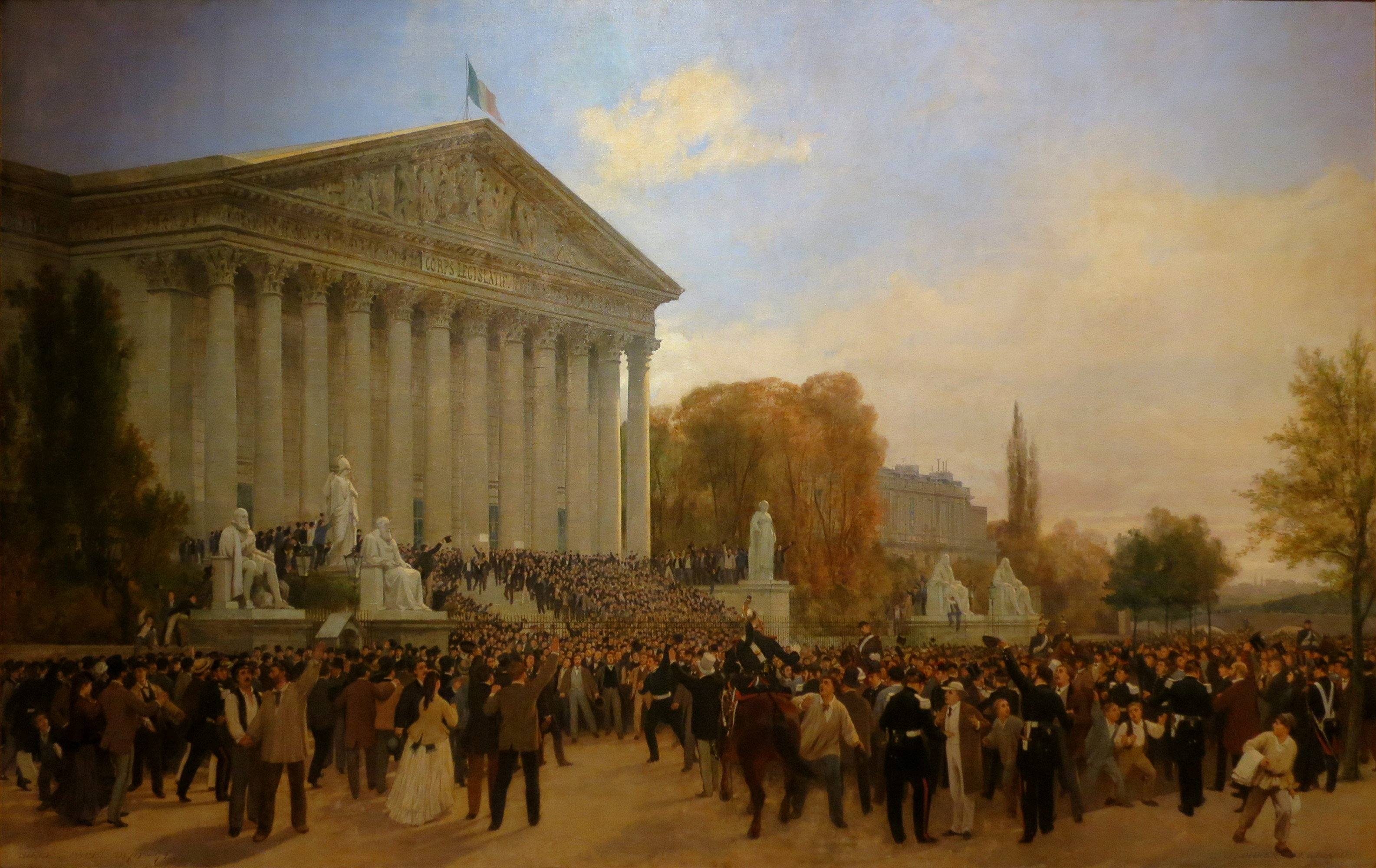
パリの議事堂で帝政の廃止が発表される。デディエと共作
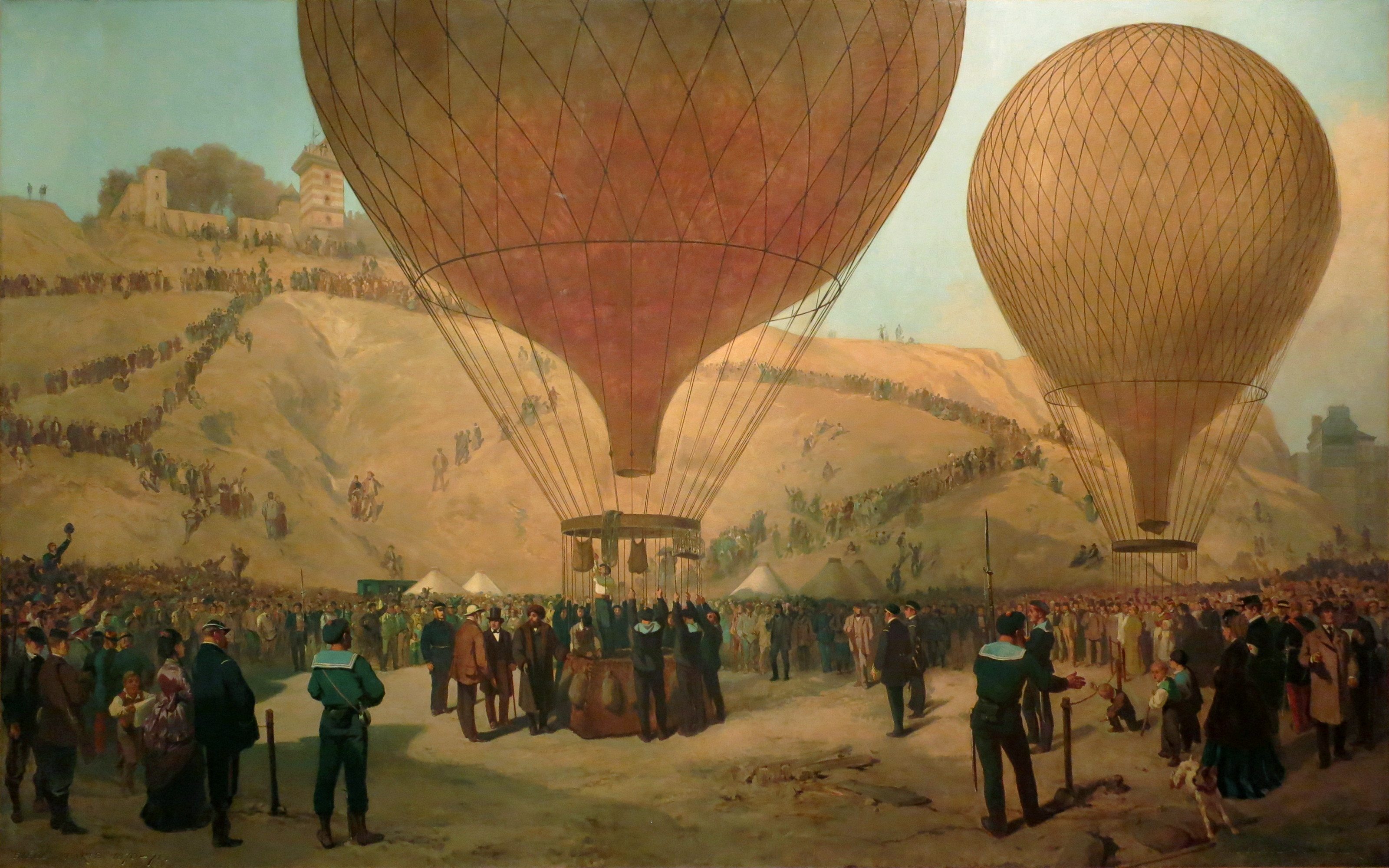
気球でパリを脱出するレオン・ガンベッタ、デディエと共作